# Soudní okres Přibyslav
Soudní okres Přibyslav (něm. Gerichtsbezirk Pribislau) byl soudní okres spadající pod okresní hejtmanství Chotěboř v Českém království. Zahrnoval území v dnešním okrese Havlíčkův Brod a okrese Žďár nad Sázavou. Sídlem soudního okresu bylo město Přibyslav. Přibyslav spadala pod Krajský soud v Kutné Hoře.

## Historie
Původní patrimoniální správa byla v Rakouském císařství po revolučním roce 1848–1849 zrušena. Na její místo byly v justiční oblasti zřízeny okresní a krajské soudy, v Čechách jim byl nadřízen vrchní zemský soud v Praze. Změny probíhaly podle nařízení ministra spravedlnosti a jejich zřízení bylo schváleno 6. července 1849 císařem Františkem Josefem I.
Od roku 1850 (definitivně od roku 1868) byl soudním obvodem 1. stupně, tedy územní jednotkou Rakouska-Uherska, podle které byly (a v Rakousku stále jsou) nezávisle na správním členění organizovány okresní soudy. Soudní okres v téměř nezměněné podobě i územním rozsahu převzala i Československá republika, existoval až do roku 1949.
Soudní okres Přibyslav patřil do Čáslavského kraje a zahrnoval roku 1854 celkem 29 katastrálních obcí. V roce 1869 zde žilo 17 214 lidí, roku 1900 pak 16 182 obyvatel a v roce 1910 měl 16 463 lidí (z toho 234 německé a 16 208 české národnosti, žilo zde také 21 dalších národností). Rozloha činila 213,51 km².

## Soudní obvod
Obvodní soud měl v roce 1910 celkem 27 katastrálních obcí: Borová (Borau), Buková (Bukau), Česká Jablonná (Böhmisch Gablonz), Stříbrné Hory (okres Havlíčkův Brod) (Böhmisch Schützendorf), Dobra (Dobra), Hříště (Spieldorf), Karlov (okres Žďár nad Sázavou) (Libinsdorf), Malá Losenice (Kleinlosenitz), Modlíkov (Modikau), Německá Jablonná (Deutsch Gablonz), Nové Dvory (okres Žďár nad Sázavou) (Neuhof), Peršikov (Perschikau), Polnička (Pelles), Pořežín (Pesendorf), Pořičí (Pořič), Přibyslav (Přibyslau), Radostín (Radostin), Sázava (Sazau), Šenfeld (Schönfeld), Škrdlovice (Skrdlowitz), Stržanov (Stržanow), Světnov (Swětnow), Utín (Uttendorf), Velká Losenice (Großlosenitz), Vepříkov (Wepřikau), Vojnův Městec (Wojnowměstetz) a Volšná (Woleschna).